# Közönséges tűzlepke
A közönséges tűzlepke (Lycaena phlaeas) a rovarok (Insecta) osztályának lepkék (Lepidoptera) rendjébe, ezen belül a valódi lepkék (Glossata) alrendjébe és a boglárkalepkefélék (Lycaenidae) családjába tartozó faj.

## Előfordulása
A közönséges tűzlepke előfordulási területe magába foglalja Európát, Ázsiát egészen Japánig, valamint Észak-Afrikát és Észak-Amerikát.

## Alfajai
- Lycaena phlaeas abbottii (Holland, 1892) — Kenya, Tanzánia, Malawi
- Lycaena phlaeas alpestris Emmel & Pratt, 1998 — Kalifornia
- Lycaena phlaeas americana
- Lycaena phlaeas arctodon Ferris, 1974 — Montana
- Lycaena phlaeas arethusa (Dod, 1907) — Alberta
- Lycaena phlaeas chinensis (Felder, 1862) — Dél-Usszuri-föld
- Lycaena phlaeas coccinea (Ford, 1924)
- Lycaena phlaeas comedarum (Grum-Grshimailo, 1890) — Kelet-Pamír-hegység
- Lycaena phlaeas daimio (Seitz, [1909]) — Dél-Kuril-szigetek, Szahalin
- Lycaena phlaeas eleus Fabricius, 1798 — Anglia, Wales, Skócia
- Lycaena phlaeas ethiopica (Poulton, 1922) — Rwenzori-hegység (Uganda)
- Lycaena phlaeas feildeni (McLachlan, 1878) — Ellesmere
- Lycaena phlaeas flavens (Ford, 1924) — Tibet
- Lycaena phlaeas ganalica Gorbunov, 1995 — Kamcsatka
- Lycaena phlaeas hibernica Goodson, 1948 — Írország, Észak-Írország
- Lycaena phlaeas hypophlaeas (Boisduval, 1852) — Altaj, Dél-Szibéria, Amur-vidék (orosz–kínai határ), Észak-Usszuri-föld
- Lycaena phlaeas kamtschatica Gorbunov, 1994 — Kamcsatka
- Lycaena phlaeas oxiana (Grum-Grshimailo, 1890) — Kopet-dag-hegység, Altaj, Ghissar-Darvaz, Tien-san-hegység
- Lycanea phlaeas pseudophlaeas (Lucas, 1866) — Etiópia, Uganda
- Lycaena phlaeas phlaeas Linnaeus, 1761 — Európa, Nyugat-Szibéria, Kaukázus, Dél-Kaukázus, Svédország
- Lycaena phlaeas polaris Courvoisier, 1911 — Észak-Urál, Észak-Szibéria, Csukcsföld
- Lycaena phlaeas shima Gabriel, 1954 — Arab-félsziget
- Lycaena phlaeas stygiana Butler, 1880 — Nyugat-Pamír-hegység

## Megjelenése
A szárnyfesztávolsága 25–35 milliméter. A szárnyainak alapszíne narancssárga; rajta fekete vagy sötétbarna foltozással. Az elülső szárnyak szegélye is sötét sávozású.

## Életmódja
A hatalmas elterjedési területén sokféle nyílttéri élőhelyen megtalálható; a füves pusztáktól és tengerpartoktól, egészen a rétekig, kultúrtájakig és parkokig. A kertjeinket is gyakran meglátogatja. A hím a kiválasztott területén a napon melegíti magát, a nőstényekre várva; azonban ha egy másik hím kerül oda, akkor arra hevesen rátámad. Ennek a lepkefajnak a hernyója, lórom-fajokkal (Rumex) táplálkozik.

### Fordítás
- Ez a szócikk részben vagy egészben  a   Lycaena phlaeas című angol Wikipédia-szócikk ezen változatának fordításán alapul.  Az eredeti cikk szerkesztőit annak laptörténete sorolja fel. Ez a jelzés csupán a megfogalmazás eredetét és a szerzői jogokat jelzi, nem szolgál a cikkben szereplő információk forrásmegjelöléseként.